# 18e législature du Québec

La 18e législature du Québec a été élue lors de l'élection générale québécoise de 1931. Voir en ligne.